# 애그니스 브루크너
애그니스 브루크너(Agnes Bruckner, 1985년 8월 16일 ~ )는 미국의 배우, 전 모델이다.

## 출연 작품

### 영화
- 머더 바이 넘버 (2002)
- 악령의 숲 (2006)
- 블러드 앤 초콜렛 (2007)
- 더 팩트 (2012)

### 텔레비전
- 프라이빗 프랙티스 (2009)